# Caltex
Caltex è un marchio petrolifero di proprietà della Chevron Corporation utilizzato in oltre 60 paesi nella regione dell'Asia-Pacifico, Medio Oriente e Sud Africa. In passato era presente anche in Europa, India e altre zone dell'Africa.

## Storia

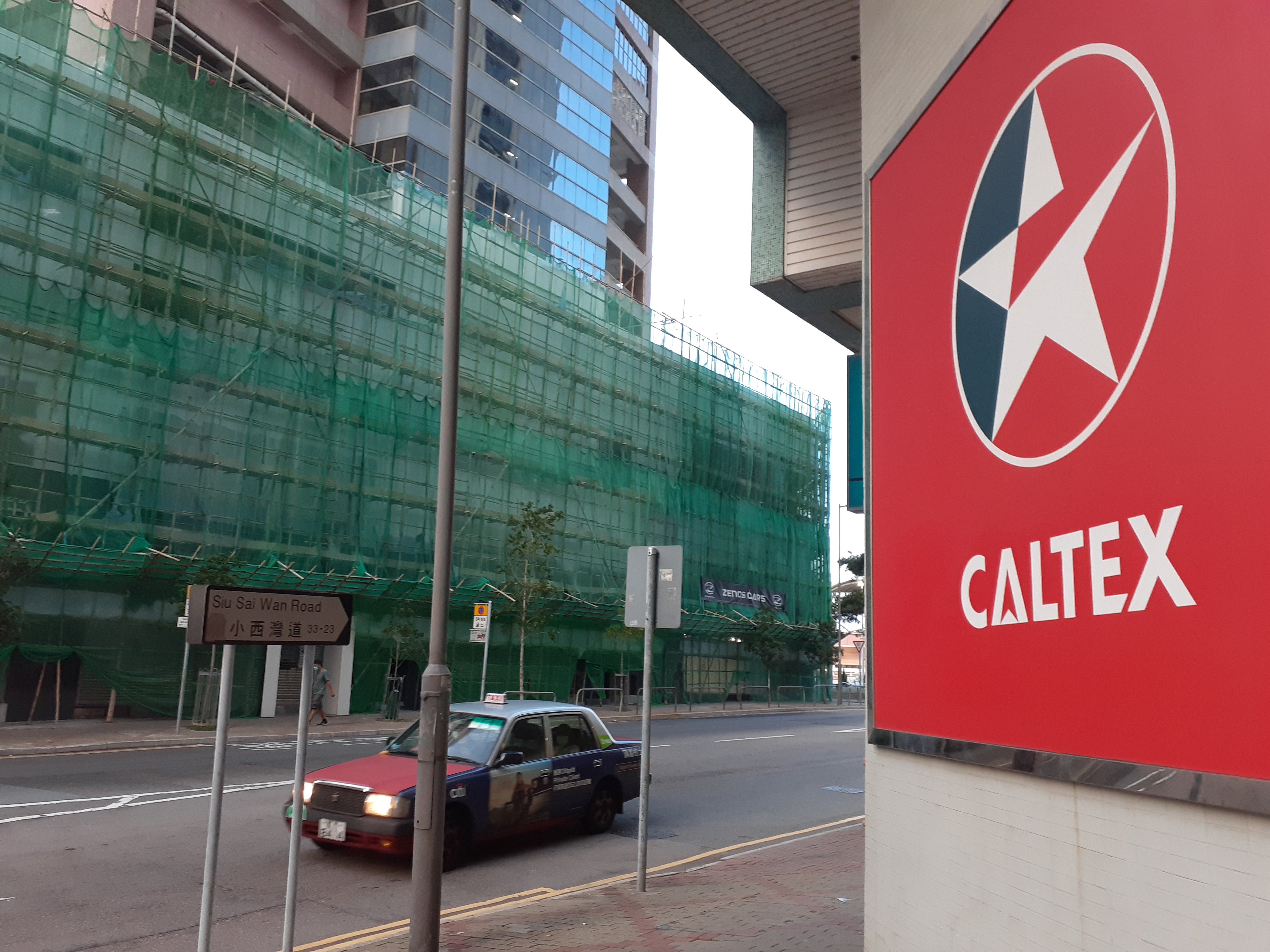
Logo attuale della Caltex nelle strade di Hong Kong

La Caltex fu fondata nel 1936 come California Texas Oil Company, attraverso una joint venture tra la Texas Company (Texaco) e la Standard Oil of California (in seguito Chevron) per commercializzare petrolio estratto dalle concessioni appena acquisite in Arabia Saudita. 
La compagnia fu ribattezzata Caltex Petroleum Corp. nel 1968. Le due società madri si fusero nel 2001 per formare la ChevronTexaco (semplicemente Chevron dal 2005) e Caltex rimane uno dei principali marchi internazionali dell'azienda.

### Europa
Dal 1947 il marchio Caltex sostituì il marchio Texaco in Europa, grazie alla cessione della rete da parte della società texana.
In Italia, la filiale locale della compagnia nasceva dall'unione degli interessi fra la Caltex americana e la ex Petrolea, società italiana costituita nel 1927 con capitali russi e assorbita dalla Fiat nel 1936 per 16 milioni di lire. Il 50% della Petrolea, che nel 1944 aveva visto la distruzione degli stabilimenti di Savona, fu ceduto dalla Fiat alla Caltex nel 1949, con la creazione della Petrol Caltex (o Petrolcaltex). La succursale italiana dell'azienda controllò inoltre, sempre con la Fiat, la raffineria SARPOM fino al 1961.

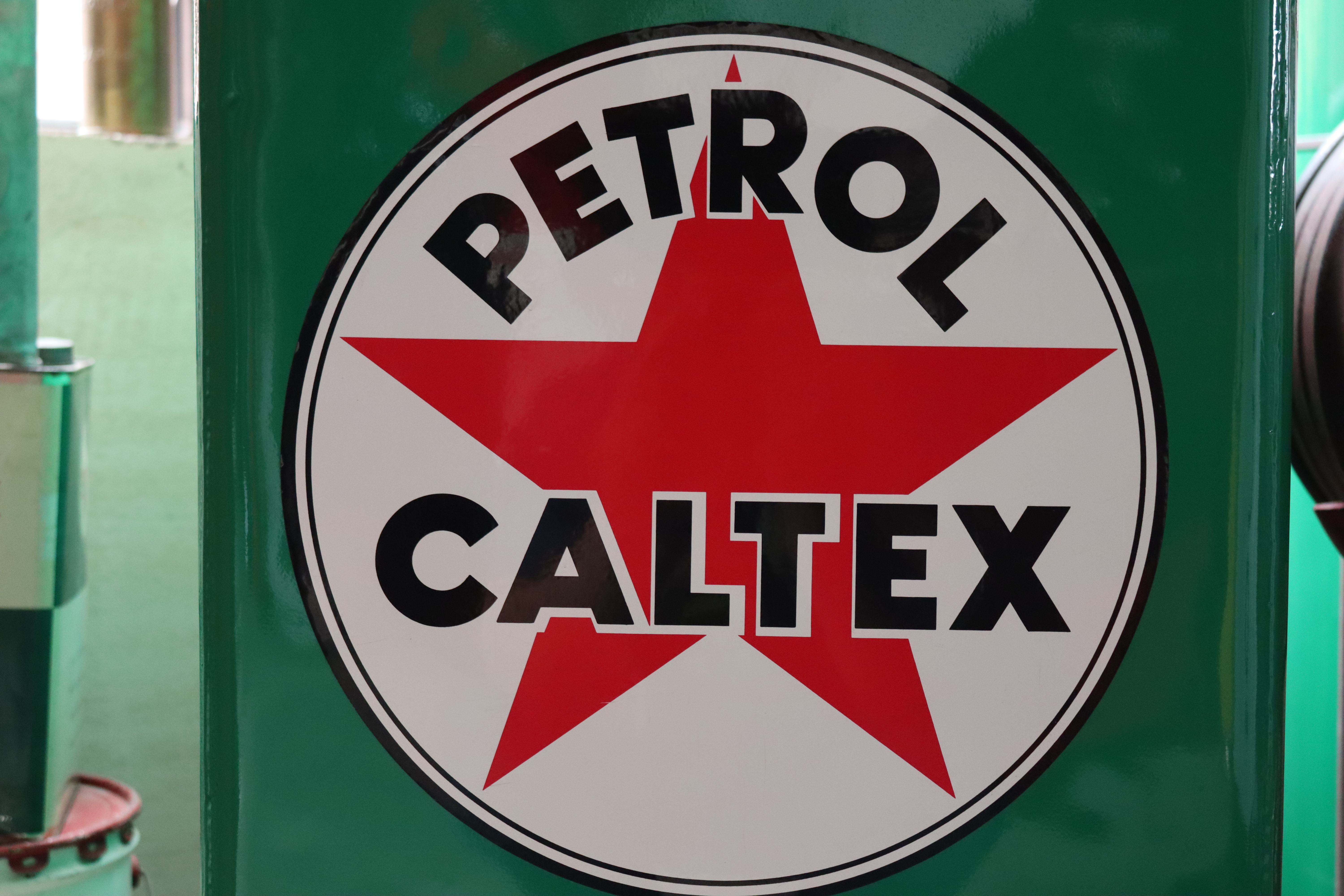
La variante italiana del logo, a nome Petrol Caltex

Nel 1967 le operazioni in Europa cessarono e la rete venne spartita tra Chevron e Texaco. A metà degli anni 2010, tuttavia, il brand fu rispolverato in Italia, con l'apertura di una stazione di servizio a marchio Petrol Caltex a Porto Viro, in provincia di Rovigo.

### Oceania, Asia e Africa
La Caltex Petroleum Australia Pty. Ltd. (quotata alla borsa australiana) fino a marzo 2015 era posseduta al 50% da Chevron e al 50% da azionisti australiani. Nel marzo 2015, Chevron ha ceduto la propria quota del 50% agli azionisti australiani. È uno dei maggiori distributori di petrolio dell'Australia.
Al 2022 il marchio Caltex è presente nei seguenti paesi: Australia, Cambogia, Hong Kong, Indonesia, Malaysia, Nuova Zelanda, Pakistan, Filippine, Singapore, Sudafrica, Thailandia e Vietnam.